# Церква Кагуача
Церква Каугача (ісп. Iglesia de Caguach) — католицька церква, розташована на острові Кагуач, у комуні Кінчао на архіпелазі Чилое на півдні Чилі.

## Об'єкт світової спадщини
Церква Кагуача була оголошена національною пам'ятникою Чилі в 2000 році і є однією з 16 церков Чилое, які були оголошені ЮНЕСКО об'єктами Всесвітньої спадщини 30 листопада 2000 року.
У 1919 році церкву Кагуача було повністю знищено пожежею. Місцеві жителі у 1925 році перебудували її, використовуючи дерево - матеріал, який використовувався для оригінальної споруди. Це була третя церква, побудована в Кагуачі.

## Сьогодення храму
Церква Кагуача є центром урочистостей на честь покровителя, Ісуса із Назарету та покровителя церкви Альдахільдо, день якого відзначається 30 серпня, а також у третю неділю січня. Це найважливіше релігійне свято архіпелагу Чилое, засноване в 1778 році і заохочене іспанським францисканським місіонером Фраєм Іларіо Мартінесом. Під час свята проходять процесії, які включають музику і танції. Образ, який носять під час урочистостей, представляє Ісуса під час Страстей, коли він несе хрест. Ісус одягнений у пурпуровий одяг і терновий вінець.